# Ngựa lùn Kerry
Ngựa lùn Kerry là một giống ngựa có nguồn gốc từ Ireland, chúng thuộc nhóm ngựa miền núi và là dòng giống ngựa hoang. Nguồn gốc của giống ngựa này có thể xuất phát từ giống ngựa Hobby Ailen và có quan hệ di truyền gần gủi với những giống ngựa Bắc Âu, thủa ban đầu ngựa lùn Kerry tồn tại như nhữbng loài vật sinh tồn chủ yếu nơi hoang dã trong những đầm than bùn, mà địa điểm đó bây giờ là hạt Kerry ở Tây Nam Ireland. Người dân địa phương đã sử dụng ngựa như những con ngựa thồ và ngựa kéo xe để vận chuyển than bùn và tảo bẹ đến các làng quê để phân phối. Giống ngựa này đã phát triển các đặc tính thể chất để phù hợp với công việc như tỷ lệ trọng lượng-chiều cao thấp và tướng dáng bước chân bất thường, giúp chúng di chuyển trên nền đất mềm nhũn như than bùn lầy lụa. Giống ngựa này được biết đến với khả năng chống chịu và tồn tại trong điều kiện khắc nghiệt. Chúng có chiều cao tầm vào khoảng 11-12 gang tay
Chiến tranh, tăng cơ giới hóa và giảm sút các quần thể trang trại nhỏ tại địa phương gần như dẫn đến sự tuyệt chủng của giống ngựa lùn Kerry. Năm 1994, một người đàn ông địa phương đã phát hiện và thử nghiệm di truyền một đàn 20 con ngựa mà ông đã sử dụng làm giống nền để gầy dựng, phục tráng lại giống ngựa này. Vào đầu những năm 2000, giống ngựa này được Bộ Nông nghiệp và Thực phẩm Ailen và Ủy ban châu Âu công nhận, hộ chiếu ngựa (một hình thức đăng ký giống) bắt đầu được cấp cho các thành viên của giống ngựa này, và số lượng nhỏ các cá thể ngựa được xuất khẩu sang Hoa Kỳ. Đồng thời, các cơ quan đăng ký giống Ailen và Mỹ được thành lập. Tính đến năm 2011, tổng số cá thể được đăng ký là hơn 300 con ngựa. Ngày nay, giống ngựa này được sử dụng để làm giống ngựa kéo xe, ngựa thể thao, ngựa đồng hành

## Liên két ngoài
- Kerry Bog Pony Cooperative
- American Kerry Bog Pony Society Lưu trữ ngày 4 tháng 1 năm 2022 tại Wayback Machine
- International Kerry Bog Pony Association